# 제천 후산리 고가
제천 후산리 고가(堤川 後山里 古家)는 충청북도 제천시 청풍면 물태리, 청풍문화재단지에 있는 조선시대의 옛 집이다. 1981년 5월 1일 충청북도의 유형문화재 제85호 청풍 후산리고가(淸風 後山里古家)로 지정되었으나, 2013년 1월 18일 현재의 문화재 명칭으로 변경되었다.

## 개요
청풍 후산리에 있던 옛 집으로, 지금은 ㄱ자 모양의 안채만 남아있지만 일반적인 예로 보아 안마당 앞에 사랑채가 있었을 것으로 보인다. 건넌방쪽 지붕의 옆면이 여덟 팔(八)자 모양인 팔작지붕이고, 부엌쪽은 사람 인(人)자 모양인 간결한 맞배지붕으로 되어 있어 오랜된 양식을 보여준다.
중부지방의 보편적인 민가유형을 따르고 있으며, 안방 뒤에 수납공간인 웃방을 둔 점과 대청 한 구석에 상제례를 위한 상청을 둔 점이 특징이다.

## 참고 자료
- 제천 후산리 고가 - 국가유산청 국가유산포털